# Les Étoiles Bankon Barombi
Maillots
Actualités
Les Étoiles Bankon Barombi est un club sportif de football créé en 2020 à Bonaléa, dans le département du Moungo, région du Littoral, au Cameroun, par l'Association sportive et culturelle Bankon Barombi. Le club est présidé par Emmanuel Ngom Priso.

## Historique
Lors de la création de l'ASCBB, l'association est enregistrée légalement à la préfecture du Moungo sous le no 016 / RDA / C16 / SP. Elle demande, et obtient, sa reconnaissance par la Fédération Camerounaise de Football et son agrément par le Ministère des Sports.
Les problèmes d'organisation des championnats au Cameroun liés au covid font que le club évolue d'abord en ligue régionale du Wouri pour deux saisons "blanches" puisqu'aucune des deux n'a pu être jouée jusqu'au bout. En 2022, la réorganisation du championnat régional et des championnats départementaux lui permettent de rejoindre sa division prévue.

### Saison 2022-2023
Au cours de la saison 2022-2023, le club évolue dans le championnat départemental du Moungo, dans la poule D. La saison, repoussée à plusieurs reprises, a débuté à la fin du mois d'Août et s'est achevée à la fin du mois d'octobre.
Le capitaine de l'équipe est Branky Steve Nguelifack Ntzifack
Après avoir gagné 9 de ses 10 matchs de la saison (le 10e étant un nul), l'équipe a participé aux qualifications pour prendre part aux interligues en vue de la montée pour le championnat régional. Le 22 octobre, la demi-finale a été remportée 4 - 2 contre Nkami international, et la finale gagnée 1-0 contre Huma FC le 4 novembre. L'équipe a été déclarée championne 2022-2023 de la ligue du Moungo (décision no 003/BARRAGES/FCF/LDFM/CHDM/2023)
Les étoiles Bankon Barombi ont été sélectionnées pour représenter le Moungo à l'occasion des interligues des 3, 6 et 9 décembre 2023, l'opposant à Dihep di Nkam (Nkam), Tonye Football Club (Sanaga-Maritime), et Galactique Football Ass. (Wouri).
A l'issue des matchs de sélection, les étoiles Bankon Barombi, Tonye Football Club et Galactique Football Ass. accèdent à la compétition régionale.

### Saison 2023-2024
La saison 2023-2024 s'est déroulée à partir du printemps 2024. Le kick-off devait avoir lieu le 17 Mars. 4 poules de 8 équipes s'affrontent. Puis c'est la date du week-end du 17 et 18 avril qui avait été retenue pour la première journée de championnat. Date aussi reportée pour des problèmes techniques. C'est au cours de cette saison en régionale que se constitue le fanclub de l'équipe.

### Saison 2024-2025
La saison 2024-2024 pourrait se dérouler au cours du premier trimestre 2025.

## Entraînements
De 2020 à 2023, les joueurs s'entraînaient du lundi au vendredi à Douala, sur le Petit terrain Bonamoussadi, entraînés par le coach Paul Alain Dim Ngo Dim II et le coach Mathurin Ewane-Ndema.
Depuis la saison 2023-2024, ce sont les coachs Aristide Ekeke, assisté d'Hermann Kazock, qui entraînent l'équipe en régionale. Depuis 2024, l'équipe s'entraîne au stade Camtel de Bepanda, à Douala.